# José Mauri
José Agustin Mauri (Realicó, 16 maggio 1996) è un calciatore argentino naturalizzato italiano, centrocampista svincolato.

## Biografia
Anche suo fratello Juan Mauri è stato un calciatore.

## Caratteristiche tecniche
Gioca prevalentemente come mediano davanti alla difesa, ma può ricoprire anche altre posizioni a centrocampo. Ambidestro, predilige gli inserimenti offensivi grazie ad una buona tecnica di base ed una discreta rapidità palla al piede. Ha dichiarato d'ispirarsi a Javier Mascherano e a Gennaro Gattuso.

## Carriera

### Club

#### Parma
Già nel 2009 Mauri era venuto in Italia per sostenere dei provini con il Brescia. Fu però il Parma a tesserarlo per prima. In gialloblù inizia a giocare con i Giovanissimi Nazionali, ma alcuni problemi muscolari non gli permettono di rendere al massimo. È con gli Allievi, allenati da Cristiano Lucarelli, che esplode, mettendosi in luce nel 25º Memorial Marco Pozzi Casalgrande assieme ad Alberto Cerri e vincendo il campionato di categoria a fine stagione. Il 26 gennaio 2014 ha esordito in Serie A nella gara vinta contro l'Udinese, entrando nei minuti finali al posto di Marco Marchionni. Conclude la sua prima stagione da professionista totalizzando 3 presenze tra campionato e Coppa Italia.
Nella stagione successiva, debutta da titolare il 24 settembre 2014 contro la Roma, gara finita 2 a 1 per i giallorossi. Il 29 settembre ha segnato il primo gol in Serie A, quello del temporaneo 0-1, nella partita poi persa 4-2 contro l'Udinese. Segna il suo secondo gol stagionale nella partita casalinga contro la Juventus dell'11 aprile 2015, con un gran tiro piazzato all'angolo sinistro che decide la sfida in favore del Parma.

#### Milan
Il 6 luglio 2015, svincolatosi dopo il fallimento del Parma, firma un contratto quadriennale con il Milan. Sceglie la maglia numero 4, precedentemente indossata da Sulley Muntari. Esordisce con la società rossonera il 1º dicembre seguente, in occasione della partita di Coppa Italia vinta per 3-1 a San Siro contro il Crotone. Il debutto in campionato arriva il 13 marzo 2016, nella trasferta di Verona contro il Chievo conclusasi sul punteggio di 0-0.

#### Prestito all'Empoli
Il 30 agosto 2016 si trasferisce con la formula del prestito annuale all'Empoli. Al termine della stagione (conclusa con la retrocessione in Serie B dei toscani) fa ritorno al Milan.

#### Ritorno al Milan
Ritornato al Milan, nella stagione 2017-2018 in Serie A esordisce alla prima giornata contro il Crotone, sua unica presenza in campionato. Successivamente gioca da titolare la gara di Europa League contro lo Škendija, esordendo nella competizione, e poi nella stessa competizione le gare contro HNK Rijeka e Ludogorets. Conclude la stagione con 4 presenze complessive.
La stagione successiva ritrova il campo il 20 settembre 2018 giocando da titolare in Europa League contro i lussemburghesi dell’F91 Dudelange. Esordisce in campionato invece alla quattordicesima giornata contro il Parma (2-1 per i rossoneri), partendo dal primo minuto e venendo, a gara in corso, sostituito da Borini. Al termine della stagione, dopo aver collezionato solo 7 presenze fra campionato ed Europa League, rimane svincolato.

#### Ritorno in Argentina
Il 25 settembre 2019 torna a giocare in Argentina, firmando a parametro zero per il Talleres de Cordoba.

#### Esperienza in MLS
Il 5 agosto 2021, dopo una stagione da svincolato, firma per lo Sporting K.C..

#### Sarmiento
Il 3 gennaio 2023 firma con il Sarmiento, club di prima divisione argentina.

#### Cosenza
Il 9 agosto 2024 fa ritorno in Italia accasandosi in Serie B al Cosenza.
Il 20 gennaio 2025 rescinde il proprio contratto coi calabresi.

### Nazionale
Ha esordito con l'Under 17 di Daniele Zoratto nella gara contro i pari età israeliani il 12 settembre 2012. Due giorni dopo ha siglato il suo primo gol contro la Germania. Ha totalizzato sei presenze in Under-17, segnando due reti.
Il commissario tecnico Di Biagio lo convoca nell'Under 21 per la sfida dell'8 settembre 2015 contro la Slovenia per le qualificazioni all'europeo di categoria, sfida in cui tuttavia il centrocampista non fa il proprio esordio fra gli azzurrini.
Nel mese successivo il giocatore rifiuta la convocazione di Alberico Evani per l'Under 20, in quanto manifesta la propria volontà di rappresentare definitivamente la nazionale argentina.

## Statistiche

### Presenze e reti nei club
Statistiche aggiornate al 20 gennaio 2025.
| Stagione                    | Squadra                     | Campionato                  | Campionato | Campionato | Coppe nazionali | Coppe nazionali | Coppe nazionali | Coppe continentali | Coppe continentali | Coppe continentali | Altre coppe | Altre coppe | Altre coppe | Totale | Totale |
| Stagione                    | Squadra                     | Comp                        | Pres       | Reti       | Comp            | Pres            | Reti            | Comp               | Pres               | Reti               | Comp        | Pres        | Reti        | Pres   | Reti   |
| --------------------------- | --------------------------- | --------------------------- | ---------- | ---------- | --------------- | --------------- | --------------- | ------------------ | ------------------ | ------------------ | ----------- | ----------- | ----------- | ------ | ------ |
| 2013-2014                   | Parma                       | A                           | 1          | 0          | CI              | 1               | 0               | -                  | -                  | -                  | -           | -           | -           | 2      | 0      |
| 2014-2015                   | Parma                       | A                           | 33         | 2          | CI              | 0               | 0               | -                  | -                  | -                  | -           | -           | -           | 33     | 2      |
| Totale Parma                | Totale Parma                | Totale Parma                | 34         | 2          |                 | 1               | 0               |                    | -                  | -                  |             | -           | -           | 35     | 2      |
| 2015-2016                   | Milan                       | A                           | 5          | 0          | CI              | 5               | 0               | -                  | -                  | -                  | -           | -           | -           | 10     | 0      |
| 2016-2017                   | Empoli                      | A                           | 14         | 0          | CI              | 1               | 0               | -                  | -                  | -                  | -           | -           | -           | 15     | 0      |
| 2017-2018                   | Milan                       | A                           | 1          | 0          | CI              | 0               | 0               | UEL                | 3                  | 0                  | -           | -           | -           | 4      | 0      |
| 2018-2019                   | Milan                       | A                           | 5          | 0          | CI              | 0               | 0               | UEL                | 2                  | 0                  | SI          | 0           | 0           | 7      | 0      |
| Totale Milan                | Totale Milan                | Totale Milan                | 11         | 0          |                 | 5               | 0               |                    | 5                  | 0                  |             | 0           | 0           | 21     | 0      |
| 2019-2020                   | Talleres de Cordoba         | PD                          | 11         | 0          | CA              | 0               | 0               | -                  | -                  | -                  | CS          | 1           | 0           | 12     | 0      |
| 2021                        | Talleres de Cordoba         | PD                          | 0          | 0          | CA              | 0               | 0               | CS                 | 3                  | 0                  | CS          | 4           | 0           | 7      | 0      |
| Totale Talleres de Cordoba  | Totale Talleres de Cordoba  | Totale Talleres de Cordoba  | 11         | 0          |                 | 0               | 0               |                    | 3                  | 0                  |             | 5           | 0           | 19     | 0      |
| ago.-dic. 2021              | Sporting Kansas City        | MLS                         | 9          | 1          | -               | -               | -               | -                  | -                  | -                  | LC          | 0           | 0           | 9      | 1      |
| gen.-apr. 2022              | Sporting Kansas City        | MLS                         | 1          | 0          | CS              | -               | -               | -                  | -                  | -                  | -           | -           | -           | 1      | 0      |
| Totale Sporting Kansas City | Totale Sporting Kansas City | Totale Sporting Kansas City | 10         | 1          |                 | 0               | 0               |                    | -                  | -                  |             | 0           | 0           | 10     | 1      |
| 2023                        | Sarmiento                   | PD                          | 2          | 0          | CA+CdL          | 0               | 0               | -                  | -                  | -                  | -           | -           | -           | 2      | 0      |
| 2024                        | Sarmiento                   | PD                          | 1          | 0          | CA+CdL          | 0+11            | 0+1             | -                  | -                  | -                  | -           | -           | -           | 12     | 1      |
| Totale carriera             | Totale carriera             | Totale carriera             | 3          | 0          |                 | 11              | 1               |                    | -                  | -                  |             | -           | -           | 14     | 1      |
| 2024-gen. 2025              | Cosenza                     | B                           | 14         | 0          | CI              | 1               | 0               | -                  | -                  | -                  | -           | -           | -           | 15     | 0      |
| Totale carriera             | Totale carriera             | Totale carriera             | 97         | 3          |                 | 19              | 1               |                    | 8                  | 0                  |             | 5           | 0           | 129    | 4      |

## Palmarès

### Competizioni giovanili
- Campionato Allievi Nazionali: 1

Parma: 2012-2013